# 丹尼尔·德莱昂
丹尼尔·德莱昂（英語：Daniel De Leon；1852年12月14日—1914年5月11日）是美国的一个社会主义政治家、报纸编辑、马克思主义理论家和工会组织者。从1890年到逝世时，一直担任社会主义劳工党的领导人。他被认为是产业工会主义的先驱，他的政治思想被称为德莱昂主义。

## 传记

### 早年生活和学术生涯
丹尼尔·德莱昂出生于1852年12月14日，在委内瑞拉的科罗，是萨洛蒙·德莱昂和萨拉·杰苏伦·德莱昂的儿子。他的父亲是荷兰皇家军队的外科医生，也是殖民地官员他的家族血统被认为是西班牙和葡萄牙社区的荷兰犹太人：“德莱昂”是西班牙的姓氏，通常是地名性的，在这种情况下，这可能表明了中世纪的莱昂王国的家族地理起源。
他的父亲萨洛蒙·德莱昂最初居住在荷兰，在前往库拉索岛之前，接受军队的委任并在委内瑞拉的科罗呆了短暂的时间，在此参加了一个犹太人社区。萨洛蒙·德莱昂于1865年1月18日逝世，当时丹尼尔·德莱昂才十二岁，他是第一个被埋葬在威廉斯塔德的新犹太公墓中的人。
德莱昂于1866年4月15日离开库拉索，5月22日抵达汉堡。在德国，他在希尔德斯海姆的体育馆学习，1870年开始参加荷兰莱顿大学。他在莱顿学习医学，是阿姆斯特丹学生团体的成员，但没有毕业。在欧洲，除了他的第一语言西班牙语外，他还会熟练使用德语，荷兰语，法语，英语，古希腊语和拉丁语。在1872年至1874年间的有些时间，他与妻子和母亲移居纽约。在那里，他在纽约威彻斯特的托马斯·哈灵顿（Thomas B. Harrington）的学校教拉丁语、希腊语和数学。1876年，他进入哥伦比亚学院（现在为哥伦比亚大学），并于1878年获得了法学士学位的荣誉。
从1878年到1882年，他住在德克萨斯州的布朗斯维尔作为一个执业律师，然后返回纽约。他维持着律师职位，直到1884年时他更有兴趣在哥伦比亚的母校追求学术生涯。1882年时在这里设置了一个讲师职位。为符合条件，候选人必须毕业于哥伦比亚大学政治学院且至少要在学院毕业之前阅读一篇论文。三年任期为500元的年薪，要求讲师根据原始研究每年向政治学院的学生提供二十次讲座。德莱昂致力于拉美外交和欧洲列强对南美事务中的干预方面的讲座。他于1883年获得第一工作期，1886年获得第二工作期。1889年他没有继续。有人断言大学官员由于他的政治活动而否认向他承诺的全职教授，而其他人则认为他的课程太深奥，不能成为课程的永久性部分。
在此期间，德莱昂还没有发表有关拉丁美洲的任何文章，但他在柏林西非会议上写了文章在学院首次发行的《政治学季刊》上。他还在1888年6月写了对弗朗茨冯霍尔岑道夫的汉德博克（Franz von Holtzendorff's Handbuch）和沃尔克尔齐茨（Völkerrechts）的评论，并在1889年3月为同一版本发表了法文翻译。

### 个人生活
德莱昂回到库拉索岛，与委内瑞拉加拉加斯的16岁的萨拉·洛博（Sarah Lobo）结婚。洛博是居住在荷属安的列斯群岛和委内瑞拉的一个著名的犹太家庭。在传统的犹太人婚礼之后，家庭搬到曼哈顿的一个西班牙语区，在西14街112号，他们的第一个儿子索伦·德莱昂于1883年9月2日出生在这里。到18世纪80年代中期，家庭住在下东城。在1885年或1886年，另一个孩子格罗弗·克利夫兰·德莱昂出生，但是只活了一岁半。1887年4月29日，萨拉·洛博·德莱昂在分娩双胞胎时死亡，那是格罗弗死了的同一年。在此之后，德莱昂离开了下东城，并与他们的管家玛丽·雷迪登·马圭雷（Mary Redden Maguire）一起搬到了1487大街A区。
1891年，当德莱昂在全国各地参加为美国社会主义劳工党的演讲时，在堪萨斯州时，当时他了解到在劳伦斯的演讲计划已被取消。他决定前往堪萨斯州的独立县，他被告知在那里对社会主义运动有一些同情。他于4月23日抵达，由一名26岁的学校教师伯萨·卡纳里主持了演讲活动，伯萨·卡纳里是当地的贝拉米特团体——一个基督教社会主义俱乐部的领导。卡纳里熟悉德莱昂，他在国民俱乐部运动新闻界读过他的一些文章，两人显然变得迷恋彼此。在1892年，他们在康涅狄格州的南诺沃克结婚。他们有五个孩子：佛罗伦萨，格特鲁德，保罗，唐纳德和盖萨里克。根据索伦·德莱昂的说法，他对最后一个孩子的命名是根据中世纪国王盖萨里克，一个使教皇亲吻他的脚趾的汪达尔人。

### 政治生涯
德莱昂定居在纽约市，在哥伦比亚大学读书。他在1886年的亨利·乔治市长运动期间是格鲁吉亚社会主义者，1890年加入社会主义劳工党，成为其报纸《人民》的编辑。他在党内迅速成长，并于1891年、1902年、1904年竞选纽约州的州长，在1902年赢得了超过15,000张选票，是他最好的一次结果。
德莱昂在19世纪80年代后期成为一名马克思主义者，并争取革命性推翻资本主义，试图将社会主义劳工党从拉萨尔的观点转移出去。有人认为，他与詹姆斯·康诺利的著名争论表明，他是拉萨尔的工资铁律的倡导者。其他人质疑这一断言，因为如果基于同样的逻辑，马克思恩格斯也可以被描述为工资铁律的倡导者，因为《共产党宣言》中的语言、维持工资水平的价值和利润、工会活动对工作条件的暂时影响与德莱昂对康诺利的回答中所使用的语言是相似的，工资铁律是一种马尔萨斯理论，德莱昂并没有表示任何支持。
德利昂高度批评美国的工会运动，并将美国工艺劳工联合会描述为“美国劳工的分离活动”。在德莱昂的早期发展阶段，仍然在一定程度上受奉行一般工联主义的“劳工骑士团”影响，社会主义劳工党在其中工作直到被赶出。这导致了1895年由社会主义劳工党主导的社会主义贸易和劳工联盟的组建。
到20世纪初，社会主义劳工党党员数量正在下降，首先是社会民主党然后是美国社会党成为美国左派主要政治力量（这些分裂群体接受了在资本主义下的改革）。德莱昂是美国劳工运动的重要人物，1904年他参加了在阿姆斯特丹举行的国际社会主义大会。在美国工会（ALU）的影响下，他在这个时候改变了他的政治倾向，更把重点放在产业工会主义上和把投票作为一种纯粹的破坏性武器，与之前作为“剑”的政治组织观念和作为“盾”的产业联合观念形成对比。他在1905年与ALU成立了世界产业工人（IWW）。他在这个组织中的参与是短暂和激烈的。
德莱昂后来指责IWW被他所蔑视的“the bummery”所接管。德莱昂与IWW的领导人进行了政策纠纷。他的论点是通过社会主义劳工党支持政治行动，而其他领导人，包括创始人大比尔·海伍德（Big Bill Haywood）则代之以直接行动。海伍德的阵营胜利，导致了排除“与任何政党联系”的前言的变化。德莱昂的追随者离开了IWW，形成了一个位于底特律的竞争对手IWW，1915年更名为工人国际工业联盟，并于1925年崩溃。该组织显然已经产生了新的兴趣，这是一个致力于其复兴的网站所证明的。

### 去世和遗产
德利昂被提名为“贫民窟无产阶级”的支持者后，被正式从芝加哥世界产业工人开除。他于1914年5月11日在纽约逝世。他的社会主义劳工党一直保持着影响力，主要是保持他的想法。
丹尼尔·德利昂对其他社会主义者也是非常有影响力的，在美国以外的地区也是如此。例如，在英国，社会主义劳工党的成立。德莱昂对和平、不流血的革命的希望也影响了安东尼奥·葛兰西的被动革命观念。

## 选举史
德莱昂于1891年参加纽约州州长选举，获得了14,651张选票。他于1893年参选纽约州国务卿，获得20,034张选票。他于1902年再次参选纽约州州长，获得15,886张选票。他于1903年参选纽约上诉法院。他于1904年再次参选纽约州州长，并获得8,976票。

## 脚注
1. ↑  Kenneth T. Jackson (编). . . New Haven, Connecticut: Yale University Press: 324. 1995-09-26.
2. ↑  Carl Reeve, The Life and Times of Daniel De Leon. New York: Humanities Press, pp. 2-3.
3. ↑  Stephen Coleman, Daniel De Leon. Manchester, England: University of Manchester Press, 1990; pg. 8.
4. ↑  Reeve, The Life and Times of Daniel De Leon, pg. 4.
5. ↑  Seretan, L. Glen Daniel DeLeon: The Odyssey of an American Marxist. Cambridge, MA: Harvard University Press, 1979; p. 6
6. ↑  Reeve, The Life and Times of Daniel De Leon, pp. 19-20.
7. ↑  Lewis Hanke, "The First Lecturer on Hispanic American Diplomatic History in the United States （页面存档备份，存于）," The Hispanic American Historical Review, Vol. 16, No. 3 (Aug. 1936), pp. 399-402.
8. ↑  .   [2017-07-31]. （原始内容存档于2020-07-29）.
9. ↑  Reeve op cit. pp.4-5
10. ↑  Coleman, op. cit. p.9
11. ↑  Reeve op cit. pp.6
12. ↑  Daniel De Leon. . 1904  [February 22, 2007]. （原始内容存档于2020-11-27）.
13. 1 2  Fred W. Thompson and Patrick Murfin, The IWW: Its First Seventy Years, 1905-1975, 1976; pg. 39.
14. ↑  http://www.wiiu.org/ （页面存档备份，存于） retrieved May 17, 2009.
15. ↑  Dan Jakopvich, "Revolution and the party in Gramsci’s thought." IV Online magazine (IV406, Nov. 2008),  （页面存档备份，存于）, See section: "The dialectics of consent and coercion."

## 作品
- 改良还是革命？（Reform or Revolution?）（页面存档备份，存于）, 演讲, 1896.
- 这次罢工意味着什么？（What Means This Strike?）（页面存档备份，存于）, 演讲, 1898.
- 社会主义VS无政府主义（Socialism vs Anarchism）, 演讲, 1901.
- 罗马历史上的两页（Two Pages from Roman History）（页面存档备份，存于）
- 工会急待解决的问题（The Burning Question of Trade Unionism）（页面存档备份，存于）
- 世界产业工人的序言（Preamble of the IWW）（页面存档备份，存于），之后被重命名为“社会的社会主义重建”（The Socialist Reconstruction of Society）。
- 德莱昂的回答...（DeLeon Replies ...）（页面存档备份，存于） (短论文, 1904)

## 扩展阅读
- Stephen Coleman, Daniel De Leon, Manchester, England: Manchester University Press.
- W.J. Ghent,"Daniel De Leon" in Dictionary of American Biography. New York: American Council of Learned Societies, 1928-1936.
- Lewis Hanke The first lecturer on Hispanic American diplomatic history. Durham, N.C., 1936 (Reprinted from The Hispanic American historical review, vol. XVI, no. 3, August, 1936)
- Frank Girard and Ben Perry, Socialist Labor Party, 1876-1991: A Short History. Philadelphia: Livra Books, 1991.
- David Herreshoff, "Daniel De Leon: The Rise of Marxist Politics," in Harvey Goldberg ed. American Radicals: Some Problems and Personalities. New York, Monthly Review Press, 1957.
  - American Disciples of Marx: From the Age of Jackson to the Progressive Era. Detroit: Wayne State University Press, 1967.
- Olive M. Johnson, Daniel De Leon, American Socialist Pathfinder. New York: New York Labor News Company, 1923.
- Olive M. Johnson and Henry Kuhn, The Socialist Labor Party: During Four Decades, 1890-1930. Part 1.（页面存档备份，存于） Part 2.（页面存档备份，存于） New York: New York Labor News Company, 1931.
- Charles A. Madison, "Daniel De Leon: Apostle of Socialism," Antioch Review, vol. 5, no. 3 (Autumn 1945), pp. 402-414. In JSTOR（页面存档备份，存于）
- Arnold Petersen, Daniel DeLeon: Social Architect. New York: New York Labor News Company, 1942.
- Leonid Raiskii, Daniel De Leon; the struggle against opportunism in the American labor movement, New York: New York Labor News Co., 1932.
- Carl Reeve, The Life and Times of Daniel De Leon. New York:AIMS/Humanities Press, 1972.
- L. Glen Seratan, Daniel DeLeon: The Odyssey of an American Marxist, Cambridge, MA: [Harvard University Press, 1979.
  - "Daniel De Leon as American," Wisconsin Magazine of History, vol. 61, no. 3 (Spring 1978), pp. 210–223. In JSTOR（页面存档备份，存于）.
- Daniel De Leon: The Man and his Work: A Symposium.（页面存档备份，存于） New York: National Executive Committee, Socialist Labor Party, 1919.
- Golden jubilee of De Leonism, 1890-1940: Commemorating the Fiftieth Anniversary of the Founding of the Socialist labor party. New York: National Executive Committee, Socialist Labor Party, 1940.
- Fifty years of American Marxism, 1891-1941: Commemorating the Fiftieth Anniversary of the Founding of the Weekly People. New York: National Executive Committee, Socialist Labor Party, 1940.
- The Vatican in Politics: Ultramontanism, New York Labor News Company 1962